# Broken Social Scene
Broken Social Scene é uma banda Indie de Toronto, Canadá, fundada em 1999 por Kevin Drew e Brendan Canning, a que se juntaram Leslie Feist, Evan Cranley, Andrew Whiteman e Justin Peroff. Em 2001 editaram o seu primeiro álbum Feel Good Lost. Durante a gravação do seu segundo álbum You Forgot It In People o grupo cresceu, juntando-se lhe mais seis músicos, James Shaw, Emily Haines, John Crossingham, Brill Priddle, Jessica Moss e Jason Collett. Com esse álbum a banda angariou o Juno Award de Melhor Disco Alternativo do ano. Em 2005, lançaram o seu terceiro álbum, homõnimo, que obteve várias críticas positivas e confirmou sua posição importante na cena indie do Canadá.
Os Broken Social Scene integram-se no movimento indie canadiano que tem conhecido um grande sucesso recentemente, donde se destacam bandas como os Arcade Fire, Wolf Parade, Death from Above 1979 e Stars, entre outras. 

## "Broken Social Scene Presents..."
Em 8 de junho de 2007, o Pitchforkmedia.com reportou que o fundador do BSS, Kevin Drew, estava gravando um álbum solo, que iria ter participações de outros membro do BSS incluindo Ohad Benchetrit e Charles Spearin. O álbum recebeu o título de Broken Social Scene presents Kevin Drew, Spirit If..., isto fez com que fosse interpretado que seria o primeiro álbum da série "Broken Social Scene presents...". Pouco tempo depois, é anunciado que Brendan Canning lançará seu álbum da série em julho de 2008.

## Histórico de Artistas em Turnê
De 2002 a 2004 a vocalistas femininas Emily Haines, Leslie Feist e Amy Millan alternavam as apresentações ao vivo, para poderem cuidar de suas bandas. Em 2005, Lisa Lobsinger pode substitui-las ao vivo.
- 2001: Kevin Drew, Brendan Canning, Brodie West
- 2002: Kevin Drew, Brendan Canning, Justin Peroff, Andrew Whiteman, Charles Spearin, Jason Collett, Emily Haines, Leslie Feist, Evan Cranley
- 2003: Kevin Drew, Brendan Canning, Justin Peroff, Andrew Whiteman, Charles Spearin, Jason Collett, Leslie Feist, Evan Cranley
- 2004: Kevin Drew, Brendan Canning, Justin Peroff, Andrew Whiteman, Charles Spearin, Jason Collett, Amy Millan, James Shaw, Evan Cranley
- 2005: Kevin Drew, Brendan Canning, Justin Peroff, Andrew Whiteman, Charles Spearin, Lisa Lobsinger, John Crossingham, Julie Penner, Ohad Benchetrit, Leslie Feist
- 2006: Kevin Drew, Brendan Canning, Justin Peroff, Andrew Whiteman, Charles Spearin, Ohad Benchetrit, Julie Penner, Lisa Lobsinger, Amy Millan
- 2007: Kevin Drew, Brendan Canning, Justin Peroff, Andrew Kenny, Bill Priddle (Substituido por Jimmy Shaw, mais tarde, por Mitch Bowden), Sam Goldberg
- 2008: Kevin Drew, Brendan Canning, Justin Peroff, Charles Spearin, Sam Goldberg, Amy Millan, Evan Cranley

## Bandas Relacionadas
Muitos integrantes tem outras bandas ou fazem trabalhos solo, como:
- Broken Social Scene Presents: Kevin Drew – Kevin Drew
- K.C. Accidental (terminada) – Kevin Drew e Charles Spearin
- Apostle of Hustle – Andrew Whiteman
- Leslie Feist
- Jason Collett
- Do Make Say Think – Charles Spearin, Julie Penner e Ohad Benchetrit
- Junior Blue – Justin Peroff, Brendan Canning, Kevin Drew e Dylan Hudecki
- Metric – James Shaw e Emily Haines
- Raising the Fawn – John Crossingham
- Stars – Evan Cranley, Amy Millan, e Torquil Campbell
- Valley of the Giants – Brendan Canning e Charles Spearin
- The Weakerthans – Jason Tait
- The FemBots – Jason Tait e Julie Penner
- Reverie Sound Revue – Lisa Lobsinger
- k-os – Kheaven Brereton
- The Dears – Murray Lightburn
- Emily Haines & The Soft Skeleton - Emily Haines
- The American Analog Set - Andrew Kenny, Lee Gillespie, Mark Smith, Sean Ripple, Craig McCaffrey

## Discografia

### Álbuns de estúdio
- Feel Good Lost (2001)
- You Forgot It In People (2003)
- Broken Social Scene (2005)
- Forgiveness Rock Record (2010)
- Hug of Thunder (2017)

### Outros
- Bee Hives (2004)

### Broken Social Scene Presents...
- Kevin Drew - Spirit If... (2007)
- Brendan Canning - Something For All Of Us... (2008)

### EP
- Live at Radio Aligre FM in Paris (2004)
- EP To Be You and Me (2005)
- Broken Social Scene: 2006/08/06 Lollapalooza, Chicago, IL (2006)

### Singles
- "Stars and Sons/KC Accidental" (2003)
- "Cause = Time" (2003)
- "Ibi Dreams of Pavement (A Better Day)" (2005)
- "7/4 (Shoreline)" (2006)
- "Fire Eye'd Boy" (2006)

## Videografia
- "Stars & Sons" (2003, dirigido por Christopher Mills)
- "Cause = Time" (2003, dirigido por George Vale and Kevin Drew)
- "Almost Crimes" (2004, dirigido por George Vale and Kevin Drew)
- "Ibi Dreams of Pavement (A Better Day)" (2005, dirigido por Experimental Parachute Movement)
- "7/4 (Shoreline)" (2006, dirigido por Micah Meisner)
- "Fire Eye'd Boy" (2006, dirigido por Experimental Parachute Movement)
- "Major Label Debut" (2006)
- "Anthems for a Seventeen Year-old girl"